# Вахід Хашемян
Вахід Хашемян (перс. وحيد هاشميان, нар. 21 липня 1976, Тегеран, Іран) — іранський футболіст, що грав на позиції нападника.
Виступав, зокрема, за клуби «Гамбург», «Бохум» та «Ганновер 96», а також національну збірну Ірану.
Чемпіон Німеччини. Володар Кубка Німеччини.

## Клубна кар'єра
Вихованець футбольної школи клубу «Фатх Тегран».
У дорослому футболі дебютував 1996 року виступами за головну команду «Фатх Теран», в якій провів один сезон. Протягом 1997—1999 років захищав кольори команди клубу «ПАС Тегеран».
Своєю грою за останню команду привернув увагу представників тренерського штабу клубу «Гамбург», до складу якого приєднався 1999 року. Відіграв за гамбурзький клуб наступні два сезони своєї ігрової кар'єри.
2001 року уклав контракт з клубом «Бохум», у складі якого провів наступні три роки своєї кар'єри гравця. Більшість часу, проведеного у складі «Бохума», був основним гравцем атакувальної ланки команди. У складі «Бохума» був одним з головних бомбардирів команди, маючи середню результативність на рівні 0,39 голу за гру першості.
Протягом 2004—2005 років захищав кольори команди клубу «Баварія». За цей час виборов титул чемпіона Німеччини, ставав володарем Кубка Німеччини.
З 2005 року три сезони захищав кольори команди клубу «Ганновер 96». Граючи у складі «Ганновера» також здебільшого виходив на поле в основному складі команди.
Протягом 2008—2010 років знову захищав кольори команди клубу «Бохум».
Завершив професійну ігрову кар'єру у клубі «Персеполіс», за команду якого виступав протягом 2010—2012 років.

## Виступи за збірну
1998 року дебютував в офіційних матчах у складі національної збірної Ірану. Протягом кар'єри у національній команді, яка тривала 12 років, провів у формі головної команди країни 50 матчів, забивши 15 голів.
У складі збірної був учасником кубка Азії з футболу 2000 року у Лівані, чемпіонату світу 2006 року у Німеччині, кубка Азії з футболу 2007 року у чотирьох країнах відразу.

## Досягнення
- Чемпіон Німеччини:

«Баварія»: 2004–2005
- Володар Кубка Німеччини:

«Баварія» : 2004–2005
- Володар Кубка німецької ліги (1):

«Баварія»: 2004
- Володар Кубка Ірану (1):

«Персеполіс»: 2010–2011
- Переможець Азійських ігор: 1998
- Переможець Чемпіонату Західної Азії: 2000